# Nashik (distrikt)

Distriktets läge i Maharashtra.

Nashik är ett distrikt i delstaten Maharashtra i västra Indien. Befolkningen uppgick till 4 993 796 invånare vid folkräkningen 2001, på en yta av 15 530 kvadratkilometer. Den administrativa huvudorten är Nashik. 

## Administrativ indelning
Distriktets är indelat i femton tehsil (en kommunliknande enhet):
- Baglan
- Chandvad
- Deola
- Dindori
- Igatpuri
- Kalwan
- Malegaon
- Nandgaon
- Nashik
- Niphad
- Peint
- Sinnar
- Surgana
- Trimbakeshwar
- Yevla

## Städer
Distriktets städer är Nashik, distriktets huvudort, samt:
- Bhagur, Deolali, Dyane, Eklahare, Ghoti Budruk, Igatpuri, Lasalgaon, Malegaon, Manmad, Nandgaon, Ozar, Satana, Sinnar, Soyagaon, Surgana, Trimbak samt Yevla